# Peenemünde (stacja kolejowa)
Peenemünde – stacja kolejowa w Peenemünde w Meklemburgii-Pomorzu Przednim w Niemczech. Linia zarządzana jest przez Usedomer Bäderbahn.
Jest to końcowa i zarazem najbardziej położona na północ stacja Usedomer Bäderbahn, położona w bezpośredniej bliskości Historisch Technische Musuum. Dworzec powstał w r. 1958 pod nazwą Peenemünde Dorf dla obsługi nowych bloków.

## Połączenia
Na stacji zatrzymują się wszystkie pociągi. W sezonie pociągi UBB kursują do stacji Zinnowitz co godzinę.

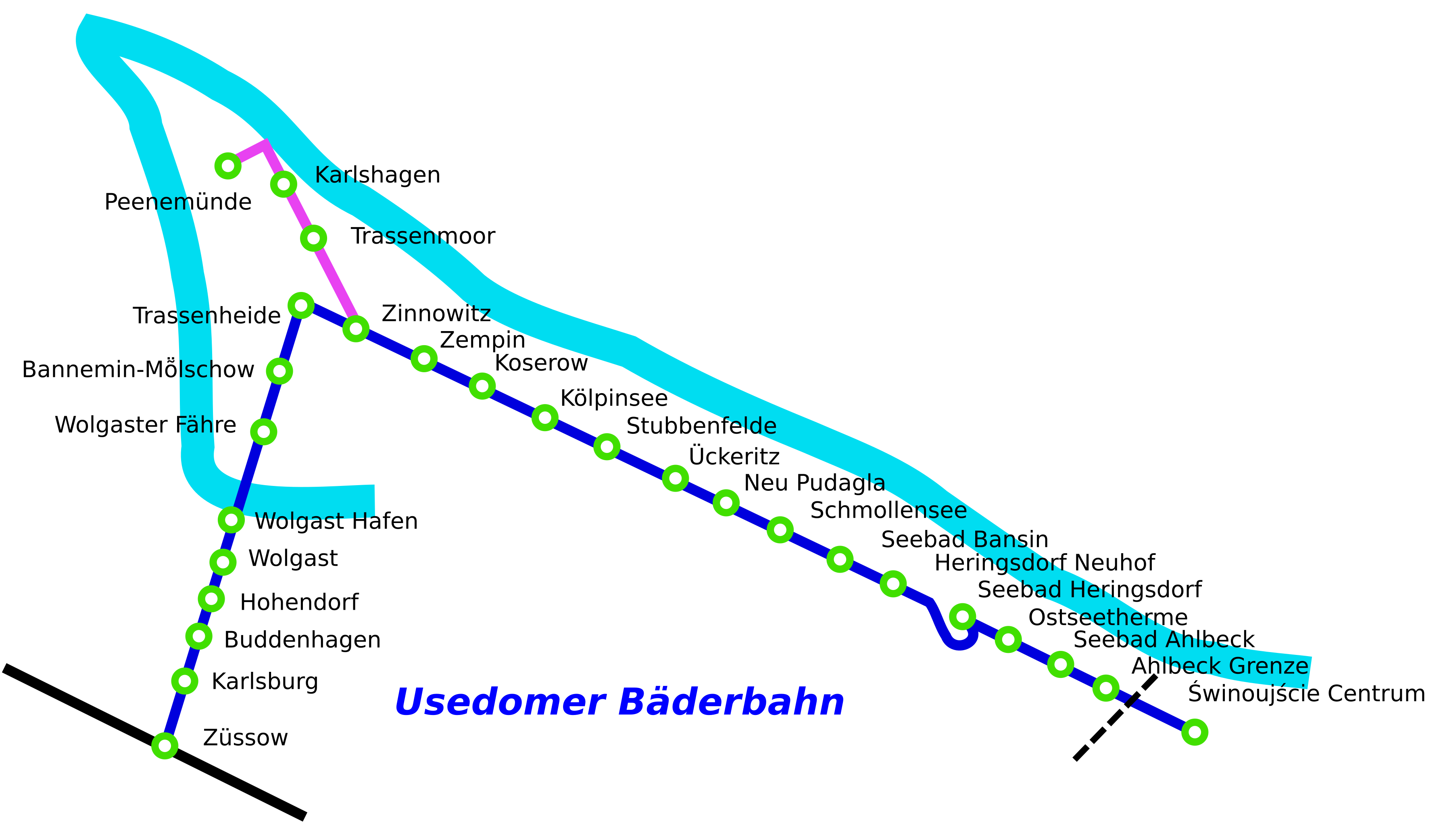
Kolej UBB na wyspie Uznam